# Natalie Glebova
Natalie Glebova (Tuapse, 11 de novembro de 1981) é uma modelo e rainha da beleza canadense, nascida na União Soviética . Foi coroada Miss Universo 2005, no concurso realizado em Bangkok, Tailândia, em 31 de maio daquele ano.

## Biografia
Filha de Anna Glebova e Vladmir Slezin, Natalie nasceu em Tuapse,União Soviética (Hoje Federação Russa) . Antes de competir o título de Miss Universo, trabalhou como modelo e foi oradora de suas turmas no primário e no secundário, neste período vencendo várias competições de ginástica. Natalie emigrou para o Canadá quando tinha 12 anos, juntamente com sua família, indo viver na cidade de Toronto. Foi aluna e formou-se na Universidade Ryerson. Pianista clássica e ginasta vencedora de vários campeonatos regionais canadenses, Natalie trabalhou como modelo até participar do Miss Canadá.
Natalie foi casada com o tenista tailandês Paradorn Srichaphan. Os dois conheceram-se em 2006, noivaram em abril de 2007 e casaram-se em 29 de novembro do mesmo ano, na cidade de Bangcoc.  Anunciaram em fevereiro de 2011 a separação, ocorrida desde julho de 2010, mas continuaram com os negócios em comum.

## Miss Universo
Em 2004, Natalie concorreu ao concurso de Miss Canadá, classificando-se em 4ºlugar. A vencedora do ano, Venessa Fisher, não foi colocada nas finais do Miss Universo 2004. Natalie tentou de novo em 2005, e desta vez foi a vencedora do Miss Canadá e automaticamente tornou-se representante do país no Miss Universo 2005,que seria realizado em Bangkok,na Tailândia.
Duarante o Miss Universo 2005, Natalie passou por diversas provas, como desfiles em vestido de noite e traje de banho. Classificou-se para o top 5, juntamente com Cynthia Olavarria de Porto Rico, Laura Elizondo do México, Renata Sone da República Dominicana, e Mônica Spear da Venezuela. As 5 foram submetidas a uma entrevista, que tornou a russa-canadense a vencedora do concurso. Natalie foi coroada pela australiana Jennifer Hawkins, vencedora do Miss Universo 2004.
Após sua coroação, Natalie tornou-se uma das representantes das Organizações Miss Universo, juntamente com Allie LaForce (Miss Teen EUA, de Ohio) e Chelsea Cooley (Miss Estados Unidos, da Carolina do Norte).
Passou a viver em um apartamento em local privilegiado da cidade de Nova Iorque e a atuar como defensora da causa contra a AIDS. Durante seu reinado, esteve envolvida em diversas causas humanitárias em todo o planeta. Era também convidada VIP de diversos eventos badalados em Nova Iorque e modelo ilustre do fotográfo Fadil Berisha.
Foi convidada especial em diversos concursos nacionais de beleza de países como Porto Rico, República Dominicana, Ucrânia, República Tcheca, Brasil, Tailândia e Nicarágua. Também coroou Alice Panikian como Miss Canadá 2006, sendo que esta terminou em sexto no Miss Universo 2006.
Em 23 de julho de 2006, coroou Zuleyka Rivera, de Porto Rico, como a nova Miss Universo.

## Vida posterior
Após seu reinado como Miss Universo 2005, Natalie realizou alguns trabalhos: em Maio de 2006 como garota propaganda de uma marca de cerveja tailandesa (trabalho realizado juntamente com o golfista Vijay Singh e o tenista Paradorn Srichaphan, seu marido na época ) e foi estrela de um comercial, o que lhe rendeu alguns prêmios.
Publicou um livro em fevereiro de 2007  e continuou como garota-propoganda de algumas marcas de acessórios e produtos de beleza e envolvida no trabalho voluntário.
Em 2008, Glebova participou da versão asiática do reality The Amazing Race, onde acabaria em oitavo lugar com sua parceira, Pailin Rungranashuntorn (segunda colocada do Miss Universo Tailândia 2006). Ambas representaram a Tailândia no programa, exibido pelo braço local do canal AXN.
Em 2012 tornou-se embaixadora e uma marca de jóias americana  e em 2013 ela participou do Dancing with the Stars Thailand, versão tailandesa do original Dancing with the stars.
Em 2015, ela revelou que durante seu reinado Donald Trump, a época dono do Miss Universo, teria lhe dito que não gostava de russos. Ela também disse era corriqueiramente mal tratada por Trump por causa de suas origens.
Natalie continua morando na Tailândia e trabalha com atividades sobre vida saudável . Em 2015 ela escreveu em uma rede social: "Este ano marca 9 anos desde que decidi fazer da Tailândia minha casa e eu não poderia ser mais feliz aqui." (em inglês: "This year marks 9 years since I made Thailand my home and I couldn't be happier living here!"). 
Em abril de 2016, Natalie foi mãe de uma menina, Maya, que nasceu em Bangkok. O anúncio foi feito em suas contas no Facebook  e Instagram.
Ela é casada com o modelo panamenho Dean Kelly Jr.